# 松本清雄
松本清雄（日语：まつもと きよお，1973年1月20日—），日本企業家，松本清創辦人松本清的孫子。現為松本清控股社長。

## 經歷
松本清雄出生於日本千葉縣。父親為松本清控股的首任代表董事兼社長松本南海。他曾在東海大學東方高中就讀，但中途退學。1995年加入了松本清。2005年晉升為總監兼產品經理。2007年，隨著松本清控股的成立，他成為了該公司的董事。
自2011年起，他擔任松本清的代表董事兼總裁，並負責審查產品陣容。自2014年起，他擔任松本清控股的總裁兼代表董事，透過關閉不盈利的門市來增加淨利。然而在2017年，他被Welcia Holdings超越在銷售額上，這是22年來首次行業第一的位置被取代。